# Diogo de Melo Coutinho
Diogo de Melo Coutinho est le 2e et 11e capitaine-major du Ceylan portugais.